# حكومة أمين الحافظ الأولى
تشكلت حكومة محمد أمين الحافظ الأولى في 12 تشرين الثاني 1963 بموجب المرسوم رقم 1424 الصادر بتاريخ 12 تشرين الثاني 1963 القاضي بتشكيل حكومة الجمهورية العربية السورية برئاسة اللواء أركان حرب محمد أمين الحافظ واستمرت حتى استقالتها في 14 أيـار 1964 بموجب المرسوم 1.

## التشكيل الوزاري
- اللواء أركان حرب محمد أمين الحافظ، رئيساً لمجلس الوزراء
- اللواء أركان حرب محمد عمران، نائباً لرئيس مجلس الوزراء
- السيد الدكتور سامي الجندي، وزيراً للإعلام
- السيد منصور الأطرش، وزيراً للشؤون الاجتماعية والعمل
- السيد أحمد أبو صالح، وزيراً للمواصلات
- السيد شبلي العيسمي، وزيراً للثقافة والإرشاد القومي
- السيد غسان رشاد حداد، وزيراً للتخطيط
- السيد الوليد طالب، وزير دولة
- الدكتور إبراهيم ماخوس، وزيراً للصحة والإسعاف العام
- السيد مصطفى الشماع، وزيراً للمالية
- الدكتور عبد الخالق النقشبندي، وزيراً لشؤون رئاسة المجلس الوطني لقيادة الثورة وشؤون الوحدة
- الدكتور جورج طعمة، وزيراً للاقتصاد
- الدكتور عادل طربين، وزيراً للزراعة
- الدكتور مظهر العنبري، وزيراً للعدل
- الدكتور نور الدين الرفاعي، وزيراً للأشغال العامة
- السيد صالح المحاميد، وزيراً للشؤون البلدية والقروية
- الدكتور نور الدين الأتاسي، وزيراً للداخلية
- السيد محمد جيوش، وزيراً للتموين
- العميد أركان حرب عبد الله زيادة، وزيراً للدفاع
- الدكتور خير الدين حقي، وزيراً للصناعة
- السيد أحمد مهدي الخضر، وزيراً للأوقاف

السيد الدكتور حسان مريود، وزيراً للخارجية
- الدكتور يوسف زعين، وزيراً للإصلاح الزراعي
- الدكتور مصطفى حداد، وزيراً للتربية والتعليم

## روابط خارجية
- مجلس الوزراء السوري
- الحكومات السورية على موقع رئاسة مجلس الوزراء
- الحكومات السورية على موقع مجلس الشعب السوري
- وزارات الدولة على بوابة الحكومة الإلكترونية السورية
- الوزارات والهيئات الحكومية على موقع مجلس الشعب السوري